# Salzbogen

Verbreitung der einzelnen Mundarten in Thüringen – der Salzbogen ist in etwa die Grenze zwischen Westthüringisch (violett) und Hennebergisch (hellblau)

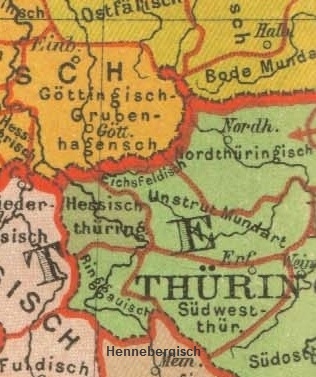
Historische Darstellung des Ringgauischen Dialektraumes

Als Salzbogen, auch Salzunger Staffel genannt, wird die Dialektübergangszone zwischen dem Westthüringischen (früher Ringgauisch genannt) und dem Hennebergischen Dialekt bezeichnet. Er ist damit Teil der Grenze zwischen dem Ostfränkischen und dem Thüringisch-Obersächsischen Sprachraum, beziehungsweise dem Mittel- und dem Oberdeutschen Sprachraum.

## Verlauf
Der Salzbogen verläuft vom Thüringer Wald südlich der Stadt Bad Salzungen entlang in Richtung Westen. Zum exakten Verlauf finden sich, wie auch zum Verlauf der Dialektgrenzen in diesem Bereich, in der Literatur unterschiedliche und keine wirklich präzisen Angaben. Eine Verortung nördlich der Stadt Bad Salzungen stellt jedoch eine Verwechslung mit der Rennsteigstaffel, der in etwa dem Verlauf des Rennsteiges entsprechenden Dialektgrenze, dar.

## Entstehung und Historische Bedeutung

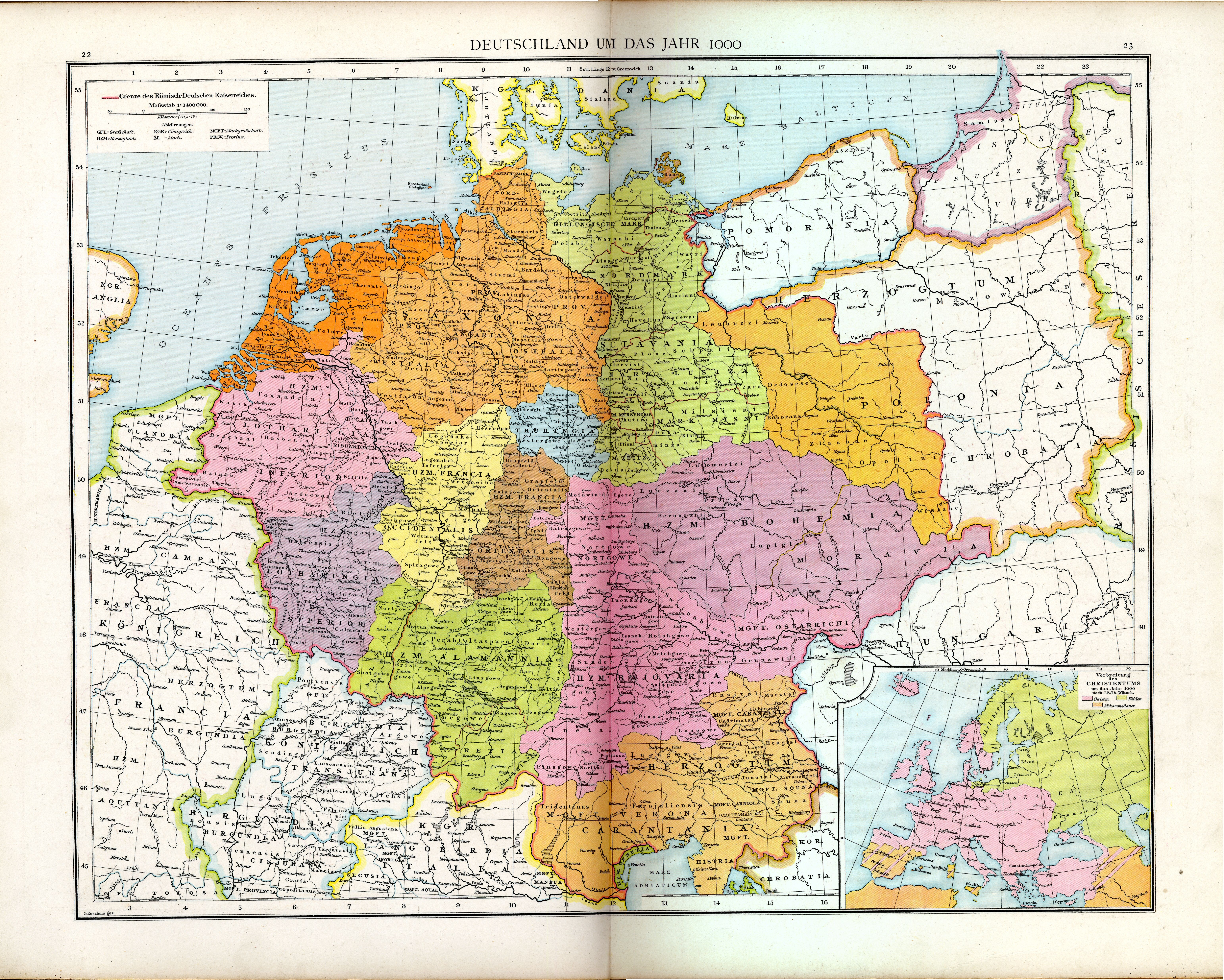
Gaugrafschaften im Heiligen Römischen Reich um 1000 - Die Grenze zwischen dem Grabfeld und Thüringen verlief südlich von Bad Salzungen und entlang des Kammes des Thüringer Waldes

Der Salzbogen hatte im frühen Mittelalter eine große Bedeutung zuerst als Grenze zwischen dem Ringgau als Teil des Herzogtums Thüringen und dem Tullifeld bzw. dem Grabfeld als Teil des Herzogtums Franken und später als Grenze zwischen der Landgrafschaft Thüringen und der Grafschaft Henneberg.